# Станция 107 FM
«Станция 107 FM» (также известная как «Станция», до 1999 года — «Станция 106,8 FM») — первая российская радиостанция, целиком посвящённая танцевальной и альтернативной электронной музыке. Начала своё вещание 28 октября 1995 года в Москве на частотах 106,8 и 69,26 МГц. Прекратила существование (после непродолжительного периода автономного вещания) 30 сентября 2001 года на частоте 107 МГц. 
Благодаря оригинальной стилистической направленности и агрессивной вещательной политике, «Станция» оказала значительное влияние на формирование российской электромузыкальной сцены и клубной культуры, дала толчок развитию и популяризации диджеинга.

## История

### 1995—1999. Начало
Идея создания «Станции» родилась в недрах Корпорации «Райс-Мьюзик» (владелец Павел Кадушин), после того как холдинг «Микродин» (владелец Дмитрий Зеленин) предложил корпорации взять в управление подконтрольную холдингу низкорейтинговую радиостанцию «Панорама», специализировавшуюся на рок-музыке.
Авторами идеи (названия и формата «Станции») считаются Владимир Месхи и Виктор Конисевич. После утверждения идеи работу над проектом продолжили Виктор Конисевич совместно с Виктором Шиткиным (DJ Змей) и Андреем Кильдеевым (DJ Инкогнито). Первым программным директором «Станции» стал Евгений Рудин (DJ Грув).
28 октября 1995 года с 12 до 24 часов в эфире на 106,8 и 69,26 МГц звучали крики чаек, шум моря, и каждые 10 минут дикторы объявляли: «Сегодня ровно в полночь вы услышите». Эфир «Станции» взял старт в ночь на 29 октября 1995 года. Диск-жокеем, открывшим эфир, был один из идейных вдохновителей «Станции» — DJ Змей. Постепенно эфирная сетка радиостанции обогатилась такими ставшими впоследствии легендарными программами, как «Орбитальная Станция», «Дети подземелья», «Модель для сборки» и «Шторм», а также уже известной и зарекомендовавшей себя «Back to the Universe». В эфире радиостанции зазвучали совершенно не характерные для российского вещания того времени стили и направления — такие, как хардкор, джангл, эйсид и транс. Благодаря такой сугубо «электронной» направленности, «Станция» быстро приобрела популярность среди молодёжи.
27 мая 1996 года «Станция» прекратила вещание на 69,26 МГц. Данная частота стала сдаваться в аренду петербургской радиостанции «Модерн».
Редакция и студия «Станции» с момента основания и до конца вещания находилась в правом крыле на первом этаже здания Старого корпуса НИИ радио (4 этажа) по адресу ул. Казакова, 16, строение 1, а передатчики обеих частот располагались на крыше Нового корпуса НИИ радио (22 этажа) ул. Казакова, 16а, строение 1. Там же располагались на тот период передатчики, редакции и студии радиостанций «Русской медиагруппы» и радио «РДВ». ООО «Континент» было владельцем всего антенного сооружения.

### 1999—2001. Эволюция
За всю историю своего существования «Станция» несколько раз меняла программных директоров, в связи с чем значительно изменялась и сетка программ — к примеру, из эфира пропадали такие стили, как хардкор (программа «Триллер») и транс (программы «Дети подземелья» и «Трансмутация»). В 1999 году со временем меняется имидж (джинглы, заставки) и характер рекламы «Станции», а 18 сентября того же года она меняет название и становится «Станцией 2000». 10 июня 2000 года меняется и частота вещания — со 106,8 МГц на 107 МГц. В конце февраля 2001 в газете МК («Радиоточка») писалось, что «Станция-2000» была приобретена холдингом «Русская медиагруппа», однако это не подтверждали, но и не опровергали её представители. К середине марта 2001 года её название поменялось на «Станция-107». Привычная «станционная» реклама сменилась рекламой «русскорадийного» производства, хотя номер коммерческой службы «Станции» оставался прежним: 261-0505.
С 21 мая 2001 года на «Станции-107» меняется формат и оформление эфира (джинглы были заказаны в Великобритании новым программным директором Андреем Макаровым), появляется новая программная сетка. Формат определялся как: 2/4 — techno/dance (включая «break beat»), 1/4 — urban, 1/4 — alternative. Отбор композиций производился на основе зарубежных танцевальных чартов. После смены формата размер аудитории станции в Москве упал с 5,9 % (435 000 чел.) в мае до 3,5 % (260 000 чел.) в июне.

### Закрытие радиостанции
Называются разные причины закрытия «Станции» (в частности, её существование сдерживало развитие и прибыльность таких станций, как «Ультра» и «Максимум», что наводило на мысли о заговоре конкурентов). Фактически же постепенная ликвидация «Станции» была осуществлена холдингом «Русская Медиагруппа» (владелец «Русского радио») через подставную компанию ЗАО «Югис-РТВ» после приобретения последней контрольного пакета акций радиостанции осенью 2000 года. Начиная с 4 марта 2001 года «Станцию 107» переводят в режим автономного вещания (то есть без диджеев), который, однако, частично прерывается уже 7 марта по инициативе DJ Грува — в эфир возвращаются многие диджеи и некоторые авторские программы, организуется встреча творческого коллектива со слушателями. Тем не менее, проводимая холдингом политика «антикризисного менеджмента» в конце концов привела к полному закрытию «Станции 107» 30 сентября 2001 года, на частоте которой 1 октября уже зазвучало «Русское радио-2».
Последним прозвучавшим треком в эфире был Faze-O — «Riding High» в рамках шоу Solidsteel от Coldcut (в записи из Великобритании). Сразу после него прозвучал специально подготовленный для окончания эфира джингл со словами: «It’s all over them! I can’t tell you what I’m feeling now. So close… So close…», «This is just the beginning! We just getting started!», после чего прозвучала часовая отбивка и станция фактически прекратила своё существование.

## «Субстанция»
13 декабря 1996 года на частоте 69,26 МГц в Москве начало круглосуточное вещание экспериментальное радио «Субстанция» — некое ответвление «Станции». Её основателем и программным директором являлся Андрей Макаров (DJ 8807), музыкальным директором — Иван Салмаксов. Эфирная сетка «Субстанции» — «это полное представление всех стилей и жанров современной зарубежной и отечественной альтернативной музыки», как утверждалось на её сайте. Помимо DJ-сетов в эфире транслировались такие программы, как «Комната Сублимаций», «Субстанционный Смотритель», «Студия», «Бункер 69.26».
С утра 10 июля 1997 года по середину дня 16 июля в связи с реконструкцией антенны передатчик «Субстанции» был отключён.
17 июля 1997 года было объявлено о закрытии радиостанции. Последний эфир провели её же основатели — Макаров и Салмаксов, которые подвели итоги работы «Субстанции» за 8 месяцев и поблагодарили тех, кто участвовал в её развитии. Официальной причиной закрытия станции называлась «нехватка рекламы».
18 июля 1997 года, после полуночи, «Субстанция» прекратила своё вещание.
21 июля 1997 года, после трёхдневного молчания, на частоте 69,26 МГц началось вещание «Русского радио» с отбивками «Панорамы» (так как трансляция осуществлялась по её лицензии). Таким образом, частота снова стала сдаваться владельцами в аренду другим радиостанциям. Впоследствии на данной частоте до 21 мая 2001 года вещали такие проекты, как Русский Хит, Радио Шансон, и, непосредственно, сама «Панорама», периодически менявшая формат и вещавшая предпочтительно в ночное время суток.

## Наследие
Многие программы и DJ-и «Станции» впоследствии нашли своё место в сетках вещания других радиостанций.
- «Модель для сборки» выходила на волнах радиостанций «Серебряный дождь», «Энергия», «Пионер FM»
- Программы «Атмосфера», «Вечерняя коллекция», «Кружатся диски», «Шторм», «Солид Стил» и некоторые другие выходили в неизменном виде до 2003-2005 годов на волнах DFM (на тот момент «Динамит FM»).
- С 25 мая 2009 по 2013 год «Станция» образца дневных эфиров 2000 года работала в режиме онлайн на музыкальном портале Station.ru.
- В 2011—2012 годах на частоте радио «Пионер FM» выходила программа «Клуб 106 и 8».[8]
- В разное время на разных радиостанциях появлялись такие программы, как «Атмосфера» и «Back to the Universe».
- Несмотря на прекращение вещания «Станции 107 FM» на Москву, радиостанция продолжала вещать в Самаре на частоте 106.6 FM под названием «Станция СОК» вплоть до сентября 2003 года. Сейчас на её частоте вещает Love Radio.

## Города вещания
- Москва — 107.0, 106.8 (до 10 июня 2000 года), 69.26 (до 26 мая 1996 года);
- Самара — 106.6 (с 2001 по 2003 год, Радио «Станция СОК»);
- Челябинск — 104.1 (с 2000 по 2001 год);
- Белгород — 103.2 (июль 2000, тестовое вещание).

## DJ & RJ радиостанции
| DJ & RJ                              | Жанр |
| ------------------------------------ | --- |
| DJ Alien                             | |
| DJ Or-Beat                           | Хардкор-техно-габбер |
| DJ РасКарандаш                       | Джангл |
| DJ Kubikoff (состоит в дуэте SCSI-9) | Техно |
| DJ Grad                              | Хаус |
| DJ Groove                            | Джангл, драм-н-бейс |
| DJ Дэн                               | Джангл, драм-н-бейс |
| DJ Digger                            | Хардкор-техно |
| DJ Zmei                              | Транс, прогрессивный транс, прогрессив-пситранс, тек-транс                                                              |
| DJ Incognito                         | Транс, техно, эйсид-транс, эйсид-хаус, эйсид-техно, хай-энерджи                                                         |
| DJ Ivan Susanin                      | Эмбиент, чилаут, трип-хоп, драм-н-бейс                                                                                  |
| DJ Kolya                             | Хаус |
| DJ Commander Keen                    | Драм-н-бейс, эйсид-джаз, трип-хоп, даб                                                                                  |
| DJ Martin Landers                    | Эмбиент |
| DJ Core                              | Хард-хаус |
| DJ MixMaker                          | Джангл, драм-н-бейс, экспериментальная музыка, эйсид-джаз, трип-хоп, эмбиент, даб                                       |
| DJ Natasha Urman                     | Эмбиент, лаунж, хаус, техно                                                                                             |
| DJ Novak                             | Джангл, драм-н-бейс, хаус, техно                                                                                        |
| DJ Nikk                              | Хаус, хард-хаус |
| DJ Slava Finist                      | Хард-хаус |
| DJ Trancer                           | Гоа-транс, хард-транс, эйсид-музыка, хардкор-техно, хай-энерджи                                                         |
| DJ Ухо                               | Техно |
| DJ Спирит                            | Психоделический транс, хаус, техно                                                                                      |
| DJ X. P. VooDoo                      | Гоа-транс, психоделический транс                                                                                        |
| DJ Фонарь                            | Прогрессив-хаус, транс, брейкбит                                                                                        |
| DJ Udlinitel                         | Техно |
| DJ Bell                              | Хаус, дип-хаус |
| DJ Zloy                              | Психоделический транс                                                                                                   |
| DJ Djungl                            | Джангл, драм-н-бейс, хаус                                                                                               |
| DJ Sanches                           | Хаус, дип-хаус |
| DJ 8807                              | Эйсид-джаз, трип-хоп, экспериментальная музыка                                                                          |
| DJ Александр Ф. Скляр                | |
| DJ Хобот                             | |
| DJ Smile                             | |
| DJ Наташа Ростова                    | |
| DJ BO, Андрей Стенин                 | Эйсид-джаз, трип-хоп, дрилл энд бейс, тёмное электро. Программа DOWN TOWN. Выпускался журнал DOWN TOWN в бумажном виде. |
| DJ Great                             | |
| RJ Антон Андреев                     | |
| RJ Аркадий джем                      | |
| RJ Влад Копп                         | |
| RJ Глэм Юрий Пашков                  | |
| RJ Дмитрий Тельнов                   | |
| RJ Иван Great                        | |
| RJ Кристина                          | |
| RJ Регина Мянник                     | |
| RJ Тим Кустов                        | |
| RJ Шелест                            | |
| RJ Шустров                           | |
| DJ Терешкова                         | |

## Программы радиостанции
- Атмосфера
- Бейбс
- Белые ночи
- Вечерняя коллекция
- Вентилятор
- Дети подземелья
- Звезда уикэнда
- Импульсы
- Клубный час
- Кружатся диски
- Метроном
- Модель для сборки
- Нова-Мова
- Орбитальная станция
- Полный вперёд
- Солид Стилл
- Танцевальная академия
- Территория взлома
- Трансмутация
- Триллер
- Хит-ревю 106.8
- Час «a la carte»
- Учитесь плавать
- Шторм
- Back to the Universe
- Down Town
- Freestyle
- House Session
- Marlboro в движении
- MC-шоу
- MTV-party zone
- Pall Mall Moscow Club House
- Sprite-club
- The History of Techno
- VIP-сублимация личности
- Weekend
- X-Mix